# Michel Douglas Guedes
Michel Douglas Guedes (Santa Luzia, 16 gennaio 1992) è un calciatore brasiliano, attaccante del Pelotas.

## Palmarès

### Competizioni statali
- Campeonato Paulista Série A2: 1

Portuguesa: 2013
- Campionato Alagoano: 1

CSA: 2018

### Competizioni nazionali
- Campeonato Brasileiro Série C: 1

CSA: 2017